# جانيت جونز (رسامة)
جانيت جونز هي مؤرخة الفن ورسامة كندية، ولدت في 1953 في مونتريال في كندا.